# Partesh (kommunhuvudort i Kosovo)
Partesh (serbiska: Parteš, Партеш) är en kommunhuvudort i Kosovo. Den ligger i den östra delen av landet, 40 km sydost om huvudstaden Priština. Partesh ligger 493 meter över havet och antalet invånare är 1 787.
Terrängen runt Partesh är kuperad åt nordost, men åt sydväst är den platt. Runt Partesh är det ganska tätbefolkat, med 222 invånare per kvadratkilometer. Närmaste större samhälle är Gnjilane, 7,1 km norr om Partesh. Trakten runt Partesh består till största delen av jordbruksmark.